# Вотертаун (Нью-Йорк)
Вотертаун (англ. Watertown) — місто (англ. city) в США, адміністративний центр округу Джефферсон штату Нью-Йорк. Населення — 24 685 осіб (2020).

## Географія
Розташоване за 35 км на південь від Тисячі островів, за 120 км на північ від міста Сірак'юс.
Вотертаун розташований за координатами 43°58′24″ пн. ш. 75°54′36″ зх. д. / 43.97333° пн. ш. 75.91000° зх. д. (43.973292, -75.910039). За даними Бюро перепису населення США в 2010 році місто мало площу 24,25 км², з яких 23,36 км² — суходіл та 0,89 км² — водойми.

### Клімат
| Клімат : Вотертаун      | Клімат : Вотертаун | Клімат : Вотертаун | Клімат : Вотертаун | Клімат : Вотертаун | Клімат : Вотертаун | Клімат : Вотертаун | Клімат : Вотертаун | Клімат : Вотертаун | Клімат : Вотертаун | Клімат : Вотертаун | Клімат : Вотертаун | Клімат : Вотертаун | Клімат : Вотертаун |
| Показник                | Січ.               | Лют.               | Бер.               | Квіт.              | Трав.              | Черв.              | Лип.               | Серп.              | Вер.               | Жовт.              | Лист.              | Груд.              | Рік                |
| Абсолютний максимум, °C | 18,9               | 17,8               | 27,8               | 33,3               | 33,3               | 36,7               | 37,2               | 36,1               | 35,6               | 30,6               | 25,6               | 20,6               | 37,2               |
| Середній максимум, °C   | −2,1               | −0,5               | 4,5                | 12,4               | 19,1               | 24,0               | 26,4               | 25,8               | 21,6               | 14,4               | 8,1                | 1,3                | 13,0               |
| Середній мінімум, °C    | −12,6              | −11,4              | −5,8               | 1,8                | 8,1                | 13,6               | 16,3               | 15,5               | 10,9               | 4,5                | −0,9               | −7,7               | 2,8                |
| Абсолютний мінімум, °C  | −41,7              | −38,3              | −29,4              | −17,2              | −6,1               | −1,1               | 1,7                | 2,2                | −3,3               | −9,4               | −19,4              | −39,4              | −41,7              |
| Норма опадів, мм        | 82                 | 66                 | 68                 | 84                 | 91                 | 88                 | 87                 | 99                 | 107                | 113                | 116                | 94                 | 1095               |
| Днів з опадами          | 17,2               | 13,8               | 12,6               | 12,2               | 13,2               | 12,5               | 10,5               | 10,9               | 12,2               | 14,2               | 15,3               | 17,2               | 161,8              |
| Днів зі снігом          | 11,9               | 9,8                | 6,1                | 1,6                | 0                  | 0                  | 0                  | 0                  | 0                  | 0,2                | 3,3                | 10,5               | 43,4               |
| ----------------------- | ------------------ | ------------------ | ------------------ | ------------------ | ------------------ | ------------------ | ------------------ | ------------------ | ------------------ | ------------------ | ------------------ | ------------------ | ------------------ |
| Джерело: NOAA           |                    |                    |                    |                    |                    |                    |                    |                    |                    |                    |                    |                    |                    |

## Демографія
Згідно з переписом 2010 року, у місті мешкали 27 023 особи в 11 409 домогосподарствах у складі 6450 родин. Густота населення становила 1114 осіб/км². Було 12562 помешкання (518/км²).
Расовий склад населення:
| - 86,2 % — білих - 6,0 % — чорних або афроамериканців - 1,8 % — азіатів - 0,6 % — корінних американців - 0,2 % — вихідців з тихоокеанських островів - 1,3 % — осіб інших рас |

До двох чи більше рас належало 3,8 %. Частка іспаномовних становила 5,6 % від усіх жителів.
За віковим діапазоном населення розподілялося таким чином: 24,4 % — особи молодші 18 років, 62,4 % — особи у віці 18—64 років, 13,2 % — особи у віці 65 років та старші. Медіана віку мешканця становила 32,1 року. На 100 осіб жіночої статі у місті припадало 91,7 чоловіків; на 100 жінок у віці від 18 років та старших — 88,2 чоловіків також старших 18 років.
Середній дохід на одне домашнє господарство становив 49 879 доларів США (медіана — 41 414), а середній дохід на одну сім'ю — 59 201 долар (медіана — 50 079). Медіана доходів становила 39 099 доларів для чоловіків та 32 300 доларів для жінок. За межею бідності перебувало 23,1 % осіб, у тому числі 37,5 % дітей у віці до 18 років та 6,1 % осіб у віці 65 років та старших.
Цивільне працевлаштоване населення становило 11 175 осіб. Основні галузі зайнятості: освіта, охорона здоров'я та соціальна допомога — 26,9 %, роздрібна торгівля — 16,0 %, мистецтво, розваги та відпочинок — 12,9 %, публічна адміністрація — 11,2 %.

## Відомі люди
- Юджині Бессерер (1868—1934) — американська актриса.
- Аллен Даллес (1893—1969) — керівник резидентури Управління стратегічних служб у Берні під час Другої світової війни, директор ЦРУ (1953—1961 рр.).